# 1 Dywizja Janosik
1 Dywizja Janosik (słow. 1. divize „Jánošík“) – jedna z dywizji armii słowackiej, w 1939 roku uczestniczyła razem z armią niemiecką w agresji na Polskę. 
W 1939 roku wchodziła w skład Armii Polowej „Bernolak” i jako jednostka tej armii od 1 września brała udział w agresji III Rzeszy i Słowacji na Polskę. Wyznaczono jej zadanie zabezpieczania prawego skrzydła niemieckiej 14 Armii. 1 września 1 Dywizja Janosik zajęła Jaworzynę i Niedzicę. W czasie działań bojowych dotarła do Ochotnicy, jednak już 9 września została wycofana na Słowację.

## Dowództwo dywizji
Dowódcy:
- płk Anton Pulanich

Szefowie sztabu:
- mjr Ladislav Lavotha[3]

## Struktura organizacyjna
Skład 1 września 1939:
- 4 pułk piechoty, dowódca: ppłk Ladislav Bodicky
- 5 pułk piechoty, dowódca: ppłk Eduard Lifka